# Etawah
Etawah (en hindi : इटावा) est une ville au bord de la rivière Yamunâ est appartenant à l'État de l'Uttar Pradesh en Inde.